# Виллеик Кайзерсвертский

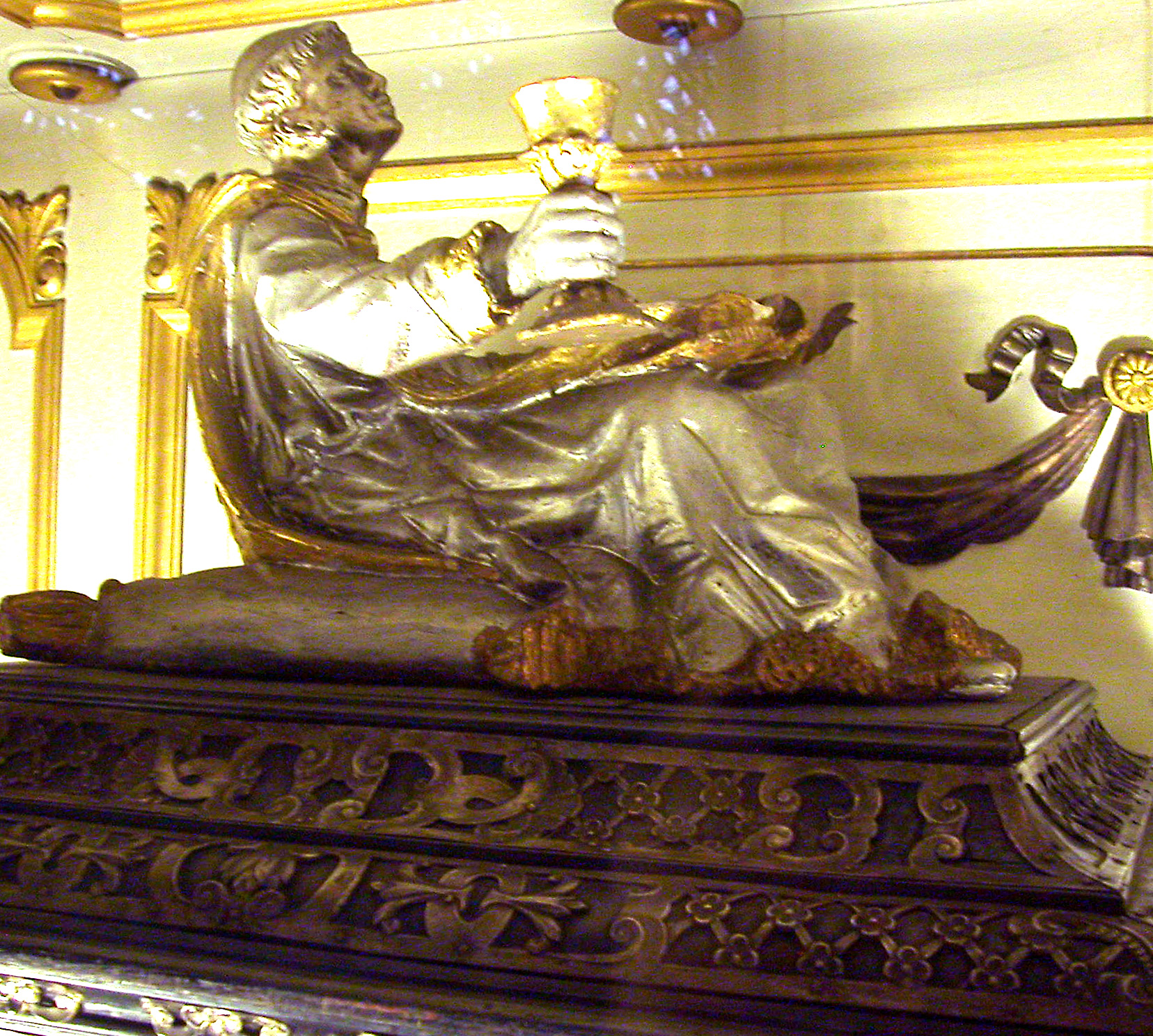
Эффигия святого Виллеика на мощевике в базилике св. Ламберта, Дюссельдорф

Виллеик (нем. Willeick; умер в 726 году) —  настоятель монастыря Кайзерверт (Дюссельдорф). Святой, почитаемый Римско-католической церковью. День памяти — 7 марта. C 2006 года — местночтимый святой Берлинской и Германской епархии РПЦ МП.
Святой Виллеик (Velleicus, Willeic, Willaik), англосакс, был сначала регентом в Утрехте. Затем, став учеником святого Свитберта (Swithbert, память 1 марта), принял активное участие в христианизации Германии. Позднее он стал настоятелем монастыря Кайзерсверт (Kaiserwerth), что на Рейне, бывшего в ту пору важным духовным центром Германии, вокруг которого образовался город Кайзерсверт, находящийся теперь в городской черте Дюссельдорфа.
Виллеик похоронен в усыпальнице св. Свитберта. В 1403 году его святая глава была перенесена в храм Святого Ламберта в Дюссельдорфе, где хранится по настоящее время в заалтарной части и доступна паломникам для поклонения.
Святого Виллеика изображают в епископских одеждах, с епископским посохом, книгой и маленьким храмом в руках.